# Cửa khẩu Lantouy
Cửa khẩu Lantouy (tiếng Lào: ດ່ານສາກົນລານຕຸ້ຍ) hay Cửa khẩu Lan Toui, Cửa khẩu Lan Tui là cửa khẩu quốc tế đường bộ ở vùng đất Ban Souanteng muang Nhot Ou (Yot Ou) tỉnh Phongsaly, CHDCND Lào .
Cửa khẩu Lantouy thông thương với cửa khẩu Mường Khang 22°29′01″B 101°42′49″Đ / 22,483582°B 101,713555°Đ tỉnh Vân Nam, Trung Quốc.
Cặp cửa khẩu Lantouy - Mường Khang được công bố là cửa khẩu quốc tế, nhưng thực tế cửa khẩu Mường Khang chỉ dành cho công dân Trung Quốc và Lào, mà không dành cho công dân các nước khác qua lại.
Cửa khẩu là điểm cuối của Quốc lộ 1A (Lào). Cửa khẩu đặt tên theo tên Ban Lantouy ở phía nam Ban Souanteng. Tên "Lantouy" là chuyển tự tiếng Lào sang ký tự Latinh kiểu cũ, được người Pháp sử dụng khi lập bản đồ địa hình Đông Dương hồi những năm 1940. Tên "Lantoui" là chuyển tự tiếng Lào sang ký tự Latinh kiểu mới, còn "Lan Tui" là những người viết chữ kiểu tiếng Anh.